# Campos Borges
Campos Borges är en kommun i Brasilien.   Den ligger i delstaten Rio Grande do Sul, i den södra delen av landet, 1 500 km söder om huvudstaden Brasília. Antalet invånare är 3 494.
Omgivningarna runt Campos Borges är en mosaik av jordbruksmark och naturlig växtlighet. Runt Campos Borges är det glesbefolkat, med 10 invånare per kvadratkilometer.